# Гвиза Пеполи-Казе Торлонија (Болоња)
Гвиза Пеполи-Казе Торлонија (итал. Guisa Pepoli-Case Torlonia) је насеље у Италији у округу Болоња, региону Емилија-Ромања.
Према процени из 2011. у насељу је живело 98 становника. Насеље се налази на надморској висини од 18 м.